# Tania Stern
Tania Stern (geboren als Constanze Kurella 1904 in Breslau; gestorben 17. April 1995 in Wiltshire) war eine deutsch-britische Übersetzerin.

## Leben
Constanze Kurella war eine Tochter des Psychiaters Hans Kurella (1858–1916), ein Bruder war der Schriftsteller Alfred Kurella (1895–1975), sie hatte zwei weitere Brüder und zwei Schwestern. Kurella wuchs in Dresden auf und lebte als junge, attraktive Frau – Christopher Isherwood bewunderte ihre Schönheit – im Berlin der Zwanziger Jahre. Nach der Machtübergabe an die Nationalsozialisten 1933 floh sie nach Paris, wo sie auf den Schriftsteller James Stern traf, sie heirateten 1935 in London, ein Trauzeuge war Ernst L. Freud, ein Freund seit Constanzes Jugend. In Paris lernten sie 1937 W. H. Auden kennen, mit dem sie in ihrer New Yorker Zeit sehr eng befreundet waren. Er widmete 1944 das Langgedicht The Sea and the Mirror „für James und Tania Stern“. Audens Lebenspartner Chester Kallman wurde von ihnen weniger geschätzt. Auden hielt sich 1972 zusammen mit Sonja Orwell längere Zeit im Sterns Haus in England auf und schenkte ihnen das Gedicht Thank You, Fog, das 1974 in einem gleichnamigen Gedichtband postum gedruckt wurde. Beide Sterns waren Gründungsmitglieder der Auden Society.
Tania und James Stern flohen 1939 aus Europa in die USA. In New York City arbeitete sie als Physiotherapeutin und betrieb eine Gymnastikschule. 1955 kehrten sie nach England zurück. Gemeinsam mit James Stern übersetzte sie aus dem Deutschen ins Englische Schriftsteller wie Thomas Mann, Franz Kafka, Erich Maria Remarque, Hugo von Hofmannsthal, Bertolt Brecht, sowie Briefe von Franz Kafka. Von größerer Bedeutung gilt die Übersetzung der Briefe Sigmund Freuds.

## Übersetzungen (Auswahl)
- Hugo von Hofmannsthal: Selected prose. Übersetzung Mary Hottinger, Tania Stern, James Stern. Einleitung Hermann Broch. New York : Pantheon Books, 1952
- Franz Kafka: Letters to Milena. Herausgeber Willy Haas. Übersetzung Tania Stern, James Stern. New York : Schocke, 1953
- Sigmund Freund: Letters : 1873-1939. Herausgeber Ernst L. Freud. Übersetzung Tania Stern, James Stern. London : Hogarth Press, 1961
- Bertolt Brecht: The Caucasian Chalk Circle. Übersetzung Tania Stern, James Stern, W. H. Auden. London : Methuen, 1961